# Моновриси
Моновриси (грч. Μονόβρυση) је насељено место у општини Емануил Папас у периферији Средишња Македонија, Грчка. Према попису из 2021. године било је 487 становника.
Некада је Моновриси био читлучко насеље које је напуштено. Обновљено је после Првог светског рата када је 1920. године имало 58 житеља. Године 1924. насељено је 63 грчких избегличких породица, којих је на попису из 1928. године било 300. Село се раније звало Сали Ага.